# Bahía de Maldonado
La bahía de Maldonado es un accidente geográfico costero del litoral sudoeste del departamento de Maldonado, ubicado al sudeste de la República Oriental del Uruguay. Sus aguas marinas corresponden al sector sudoccidental del océano Atlántico, con influencias menores de las aguas dulces transportadas por el Río de la Plata, curso fluvial que encuentra allí su conclusión por el nordeste (margen izquierdo del mismo). Esta bahía adquiere relevancia al ubicarse en su costa oriental la ciudad balnearia de Punta del Este, una meca para el turismo estival en Sudamérica. 

## Características generales
Descubrimiento occidental y etimología topónima
Para occidente, esta bahía fue descubierta el 2 de febrero de 1516, al desembarcar en sus costas el navegante español Juan Díaz de Solís.
Etimológicamente el topónimo “Maldonado” es un epónimo que refiere al apellido del marino Francisco Maldonado, teniente alguacil de la nave capitana Santa María del Espinar de la expedición del navegante veneciano —al servicio de España— Sebastián Caboto, quien envió a Maldonado a explorar tierra adentro, pero al no regresar este en la fecha convenida, la expedición emprendió el viaje de regreso a Castilla, en enero de 1530.
Rasgos geográficos

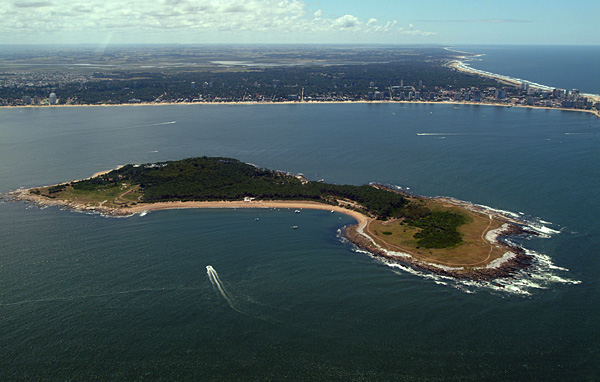
La isla Gorriti, rodeada por las aguas de la bahía de Maldonado; detrás: Punta del Este.

Si bien, según el Tratado del Río de la Plata y, por consiguiente, para la legislación uruguaya, esta es una bahía fluvial perteneciente a la margen izquierda (norte) del Río de la Plata, hidrográficamente sus aguas y su biota pueden ser clasificadas como marinas, aunque influidas estuarialmente por el enorme volumen de agua dulce evacuado por la cuenca del Plata —que en parte allí se descarga—, en especial durante las épocas en que alguno de sus grandes colectores (el río Paraná o el Uruguay) o incluso ambos, presentan eventos de inundaciones.
La bahía de Maldonado comprende las aguas —y la porción ribereña que estas bañan— ubicadas entre la punta Ballena por el poniente y la punta del Este por el naciente, donde se desarrolla la ciudad de Punta del Este, uno de los balnearios más importantes y exclusivos de América Latina.
La distancia que media entre dichos cabos es de 10 700 metros; la parte con mayor entrada de su saco es de 3700 metros. La protección de los embates de los fuertes vientos oceánicos otorgada por la península del Este y la isla Gorriti hacen de sus aguas un amplio y seguro puerto natural.
Las costas de esta bahía presentan playas de arena con algunos bloques rocosos, los que son dominantes en los cabos, formando acantilados con grutas y restingas. Estas rocas se incluyen en el grupo Lavalleja, el cual representa la sección austral del cinturón metamórfico.
Habitantes
Las ciudades recostadas en su ribera suman más de 135 000 habitantes, constituyendo la Conurbación Maldonado-Punta del Este.

## Descripción de su borde costero

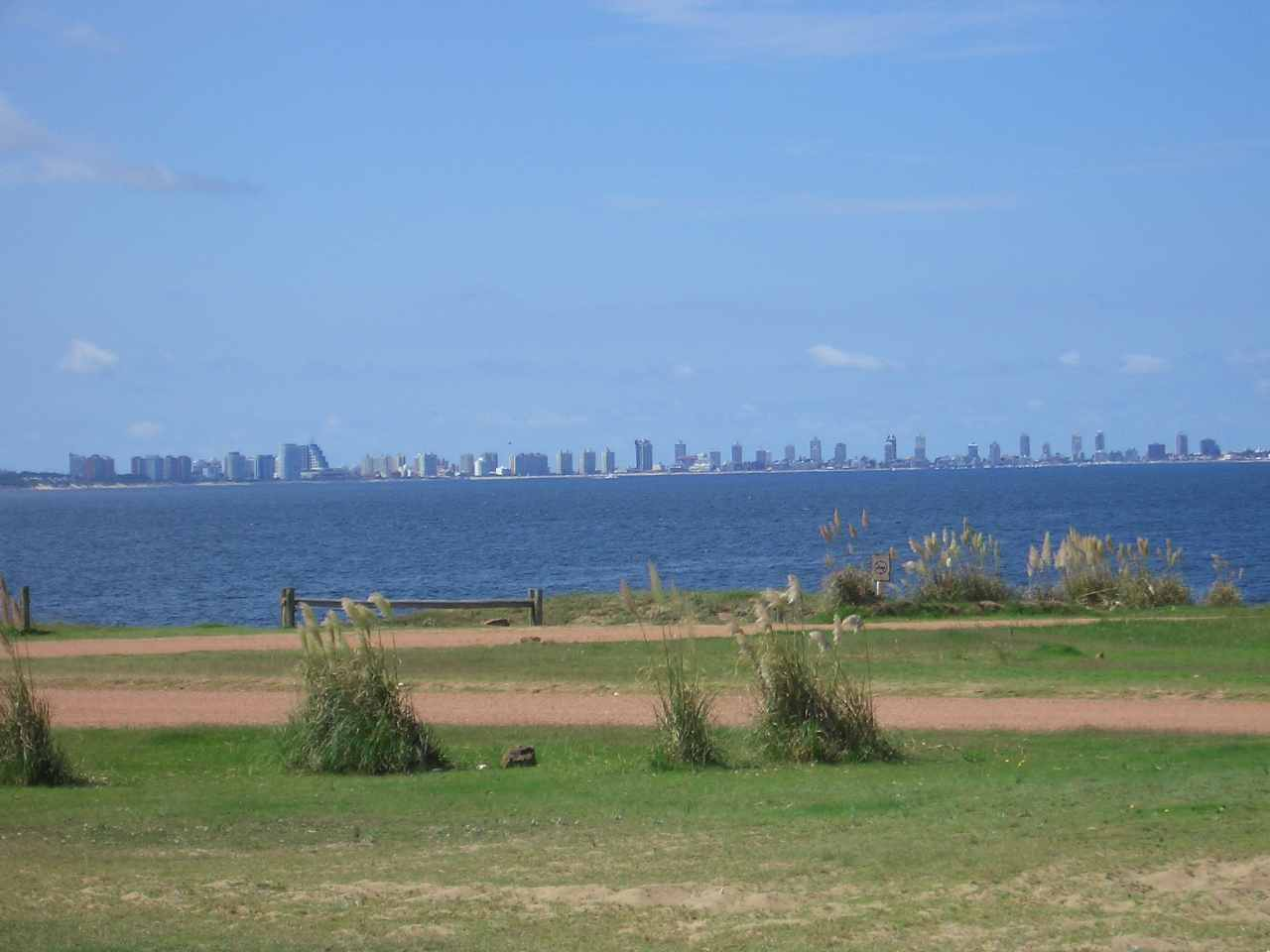
Vista de la bahía de Maldonado.

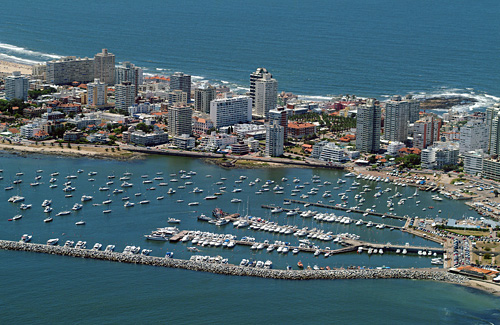
El Puerto de Punta del Este, dentro de las aguas de esta bahía.

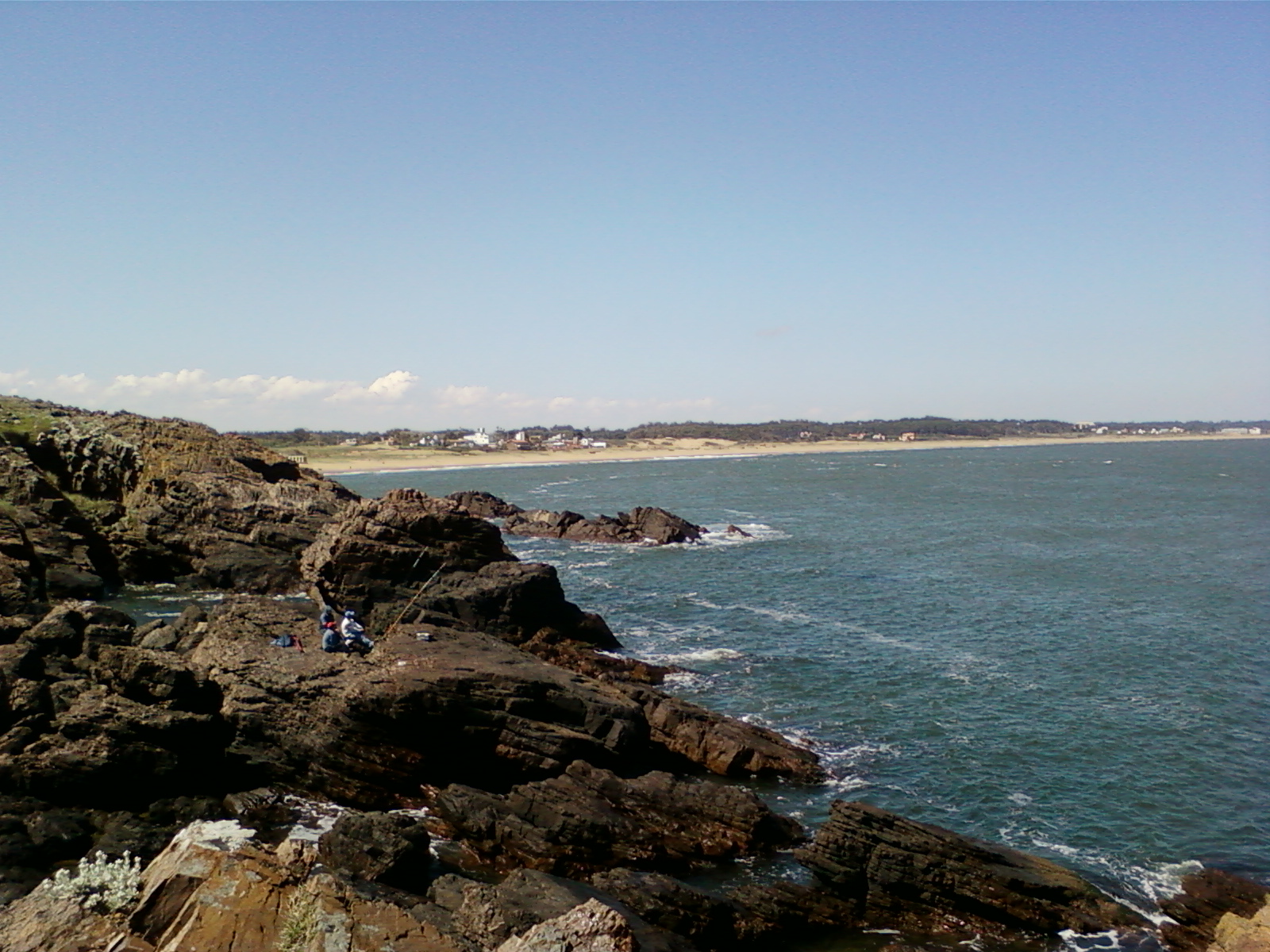
La bahía de Maldonado desde Punta Ballena.

El derrotero del borde ribereño de la bahía de Maldonado comienza desde el poniente en la denominada punta Ballena, extremo de una afilada península que, según la tradición, fue denominada de este modo debido a que su forma, vista desde la distancia, recuerda al lomo de un gigantesco cetáceo. Enfrentando a dicha punta se encuentra el bajo La Ballena. La costa continúa primero hacia el nordeste y luego hacia el este, hasta alcanzar la pequeña punta del Chileno. Este tramo está bordeado por la ruta Ruta Interbalnearia, que es coincidente con la ruta 10. Inmediatamente se encuentra la obstruida desembocadura de la laguna del Diario, cuerpo acuático de agua dulce que está ubicado a menos de 100 metros de las aguas de la bahía. Posteriormente el borde costero toma un rumbo sudeste, en las porciones que bordean los barrios occidentales de las ciudades de Maldonado y Punta del Este. La ruta costera pasa a denominarse Rambla Williman (o Rambla Mansa) y comienza a bordear la playa Mansa, denominada de este modo —y en contraste con la opuesta playa Brava— por el poco oleaje que presenta, ya que la península del Este detiene los habituales vientos del cuadrante homónimo. La ruta cambia de nombre nuevamente, pasándose a denominar Rambla Artigas.
Frente a la misma se localiza el accidente más notable de la bahía de Maldonado, la isla Gorriti, territorio insular de 1500 metros de largo por 300 de ancho en su parte más angosta, que está distanciado de la ribera continental por una franja marina de 1500 metros en su punto más próximo. Fue asiento de fortificaciones defensivas en el periodo de la conquista. En su derredor se encuentran varios bajos: al noroeste el bajo del Monarca, al nordeste el bajo Los Banquitos, al este el bajo Mostin y al sur —ya fuera de la bahía—, los bajos Nuevo y del Este. Antes de terminar, la costa de la bahía está fuertemente intervenida en el sector del Puerto de Punta del Este. Poco después concluye el borde ribereño por el oriente en el extremo meridional del cabo peninsular denominado punta del Este. Esa estrecha franja de tierra convencionalmente separa el Río de la Plata (la bahía de Maldonado) del océano Atlántico.